# Hermann Kati
Hermann Kati (Hermann Katalin) (Budapest, 1968. szeptember 24. –) magyar üveg- és porcelánművész, művészettörténész, közművelődési szakember.

### Életpályája
Kisgyermekként kapcsolatba került az üveggel. Édesapja, Hermann Vilmos üvegcsiszoló mester mellett gyermekként már üveget csiszolt. Hermann Vilmos 1984-ben megalapította és felépítette az ország első magánüzemét , ZALA-HUTA GMK néven, ahol ólomkristály előállításával foglalkozott. Családi indíttatás vezette tehát az Iparművészeti Főiskolára, ahol az üveg-porcelán szak mellett fotókurzust végzett. Főiskolásként ólmozott üveggel és annak restaurálásával foglalkozott, valamint az egyre bővülő családi üzem számára tervezett formákat és dekorokat. 1996-tól Hévízen él. 2012-ben a Gróf I. Festetics György Művelődési Központ, Városi Könyvtár és Muzeális Gyűjtemény szakmuzeológusa, aki a kiállításokért is felel. 2013 januárjától az intézmény vezetője. Múzeumi munkája mellett 2013-2020 között a városban zajló fesztiválok felelős vezetője.

### Tanulmányai
A Magyar Iparművészeti Főiskola üveg-porcelán szakirányán diplomázott 1996-ban. Szaktanárai Horváth Márton és Bohus Zoltán voltak. Ezt követően a KKDSZ Akadémián kulturális menedzserként végzett 2013-ban. 2019-ben a Károli Gáspár Református Egyetemen szerzett művészettörténet MA-diplomát. Specializációja műemlékvédelem. Diplomamunkáját a 20. századi magyar stúdióüveg-mozgalomról írta Függetlenedés és közösség címmel.

### Üvegművészeti működése
"Az üveg mint különleges objektum már gyermekkoromban rabul ejtett. A szilárdsága és egyben lágysága, tökéletesen szimbolizálja számomra az organikus, geometrikus fogalompárt, amely legjelentősebb inspiráló erő művészi megnyilatkozásaimban."
Művei jelentős része két tárgytípusba sorolható: szobrok és vázák. A tárgytípusokat egyetlen dolog, a nyersanyag kapcsolja össze. Hutai, meleg üveget használ.
Szobraiban olyan inspirációk jelennek meg mint a világűr, a bolygók, vagy a trópusi halak világa. Az anyag és színhasználat természetesen jelentős meghatározói munkáinak, hiszen míg egy hagyományos szobor bronzból, vagy márványból egységes felületű, addig üvegszobrai olyan tulajdonságokkal gazdagítják kifejezési lehetőségeit, mint a színek, vagy a transzparencia.
"Szeretek mindent ami régi és mindent ami új. Épp ezért is rajongok az „üvegcsinálás” eme formájáért, azaz a hutai üveges munkáért, mert egy ezeréves kézműves technika egyesül ezekben a tárgyakban a kortársi művészettel és technológiákkal."
Mestereinek Minya Máriát és Bedécs Monikát tartja.